# CBOR
Concise Binary Object Representation (amb acrònim anglès CBOR) és un format de serialització de dades binàries basat lliurement en JSON de C. Bormann. Igual que JSON, permet la transmissió d'objectes de dades que contenen parells nom-valor, però d'una manera més concisa. Això augmenta la velocitat de processament i transferència a costa de la llegibilitat humana. Està definit a IETF.
Entre altres usos, és la capa de serialització de dades recomanada per a la suite de protocols CoAP Internet of Things i el format de dades en què es basen els missatges COSE. També s'utilitza en el protocol client a autenticador (CTAP) dins l'àmbit del projecte FIDO2.
CBOR es va inspirar en MessagePack, que va ser desenvolupat i promogut per Sadayuki Furuhashi. CBOR va ampliar MessagePack, sobretot permetent distingir les cadenes de text de les cadenes de bytes, que es va implementar el 2013 a MessagePack.
| Dades del CBOR    | Element de dades 1                            | Element de dades 1                            | Element de dades 1          | Element de dades 1               | Element de dades 2                            | Element de dades 2                            | Element de dades 2          | Element de dades 2               |
| ----------------- | --------------------------------------------- | --------------------------------------------- | --------------------------- | -------------------------------- | --------------------------------------------- | --------------------------------------------- | --------------------------- | -------------------------------- |
| Recompte de bytes | 1 byte (capçalera de l'element de dades CBOR) | 1 byte (capçalera de l'element de dades CBOR) | Variable                    | Variable                         | 1 byte (capçalera de l'element de dades CBOR) | 1 byte (capçalera de l'element de dades CBOR) | Variable                    | Variable                         |
| Estructura        | Tipus major                                   | Recompte curt                                 | Recompte ampliat (opcional) | Càrrega útil de dades (opcional) | Tipus major                                   | Recompte curt                                 | Recompte ampliat (opcional) | Càrrega útil de dades (opcional) |
| Recompte de bits  | 3 bits                                        | 5 bits                                        | 8 bits × variable           | 8 bits × variable                | 3 bits                                        | 5 bits                                        | 8 bits × variable           | 8 bits × variable                |